# 差向异构体
差向異構物，又稱表異構物，是指在含有两个或多个四面体型手性中心的分子中，只有一个不对称原子构型不同的一对非对映异构体。相关的异构现象称为差向异构。若构型不同的手性原子处在链末端，则这两个异构体又称为“端基差向异构体”。其他情况下，可分别用“Cn差向异构体”标明，n为不对称原子的位置编号，C也可以是其他四面体构型的原子。
|  |  |